# Сокологірненська сільська рада
Сокологі́рненська сільська́ ра́да — адміністративно-територіальна одиниця та орган місцевого самоврядування в Генічеському районі Херсонської області. Адміністративний центр — село Сокологірне.

## Загальні відомості
- Територія ради: 55,555 км²
- Населення ради: 1 250 осіб (станом на 2016 рік)

## Населені пункти
Сільській раді підпорядковані населені пункти:
- с. Сокологірне
- с. Виноградний Клин
- с. Макшіївка
- с. Новоєфремівка

## Склад ради
Рада складається з 12 депутатів та голови.
- Голова ради: Дем'яненко Валерій Володимирович
- Секретар ради: Дроздова Олена Олексіївна

### Керівний склад попередніх скликань
| Прізвище, ім'я, по батькові      | Основні відомості                                                                                  | Дата обрання | Дата звільнення |
| -------------------------------- | -------------------------------------------------------------------------------------------------- | ------------ | --------------- |
| Дем'яненко Валерій Володимирович | Сільський голова, 1963 року народження, освіта вища, член Всеукраїнського об'єднання «Батьківщина» | 26.03.2006   | 31.10.2010      |
| Дем'яненко Валерій Володимирович | Сільський голова, 1963 року народження, освіта вища, член Партії регіонів                          | 31.10.2010   | 25.10.2015      |
| Дем'яненко Валерій Володимирович | Сільський голова, 1963 року народження, освіта вища, безпартійний                                  | 25.10.2015   |                 |

Примітка: таблиця складена за даними сайту Верховної Ради України

### Депутати
За результатами місцевих виборів 2015 року депутатами ради стали:

#### За суб'єктами висування
| Суб'єкт висування                                       | Кількість обраних депутатів | %     |
| ------------------------------------------------------- | --------------------------- | ----- |
| Політична партія Всеукраїнське об'єднання «Батьківщина» | 2                           | 16,67 |
| Самовисування                                           | 10                          | 83,33 |

#### За округами
| № округу                                                | Прізвище, ім'я, по батькові     | Дата визнання обраним | Освіта             | Партійна приналежність                  | Відомості про обраного депутата                                                         |
| ------------------------------------------------------- | ------------------------------- | --------------------- | ------------------ | --------------------------------------- | --------------------------------------------------------------------------------------- |
| Партія регіонів                                         |                                 |                       |                    |                                         |                                                                                         |
| 3                                                       | Карпачова Світлана Вікторівна   | 05.11.2010            | середня            | позапартійна                            | фізична особа-підприємець                                                               |
| 4                                                       | Крупенко Наталя Олександрівна   | 05.11.2010            | середня            | член Партії регіонів                    | Сокологірненська сільська рада, спеціаліст ІІ категорії                                 |
| 5                                                       | Бранцевич Марина Миколаївна     | 05.11.2010            | середня            | позапартійна                            | Сокологірненський ясла-сад, вихователь                                                  |
| 8                                                       | Король Анатолій Олександрович   | 05.11.2010            | середня            | позапартійний                           | пенсіонер                                                                               |
| 10                                                      | Срібний Григорій Іванович       | 05.11.2010            | середня            | член Партії регіонів                    | пенсіонер                                                                               |
| 11                                                      | Сатункіна Алла Олександрівна    | 05.11.2010            | середня            | член Партії регіонів                    | ТОВ «Агролюкс», управляючий                                                             |
| 12                                                      | Звонарьов Віталій Іванович      | 05.11.2010            | середня спеціальна | член Партії регіонів                    | Комунальне господарство «Сокіл», газоелектрозварювальник                                |
| 14                                                      | Дем'яненко Леонід Володимирович | 05.11.2010            | середня            | позапартійний                           | тимчасово не працює                                                                     |
| 15                                                      | Бондаренко Рита Борисівна       | 05.11.2010            | середня            | член Партії регіонів                    | тимчасово не працює                                                                     |
| 16                                                      | Звєрєва Валентина Григорівна    | 05.11.2010            | середня спеціальна | позапартійна                            | тимчасово не працює                                                                     |
| Політична партія Всеукраїнське об'єднання «Батьківщина» |                                 |                       |                    |                                         |                                                                                         |
| 2                                                       | Єрмаков Валерій Михайлович      | 05.11.2010            | середня спеціальна | позапартійний                           | Джанкойська дистанція Кримської дирекції залізнична станція Сокологірне, електромеханік |
| 13                                                      | Ушакова Наталя Олександрівна    | 05.11.2010            | середня спеціальна | позапартійна                            | Залізнична станція Сокологірне, станційний робітник                                     |
| Політична партія «Сильна Україна»                       |                                 |                       |                    |                                         |                                                                                         |
| 6                                                       | Лазаренко Олена Андріївна       | 05.11.2010            | середня спеціальна | член Політичної партії «Сильна Україна» | Ветлікарня, завідувачка                                                                 |
| 7                                                       | Надєждіна Ольга Іванівна        | 05.11.2010            | вища               | член Політичної партії «Сильна Україна» | Сокологірненська сільська рада, землевпорядник                                          |
| 9                                                       | Дроздова Олена Олексіївна       | 05.11.2010            | вища               | член Політичної партії «Сильна Україна» | Сокологірненська сільська рада, секретар                                                |
| Самовисування                                           |                                 |                       |                    |                                         |                                                                                         |
| 1                                                       | Фурсов Віктор Вікторович        | 05.11.2010            | вища               | позапартійний                           | Джанкойська дистанція Кримської дирекції залізнична станція Сокологірне, дефектоскопіст |